# Red Bull Ring
Red Bull Ring este un circuit de curse auto din Spielberg, Stiria, Austria.
Pista circuitului a fost înființată ca Österreichring și a găzduit de 18 ori consecutiv Marele Premiu al Austriei la Formula 1, între 1970 și 1987. Mai târziu a fost scurtată, reconstruită și redenumită în A1-Ring, după care a găzduit din nou Marele Premiu al Austriei între 1997 și 2003. Când s-a constatat că circuitul este depășit pentru Formula 1, se planificase extinderea pistei. Părți ale circuitului au fost demolate, dar lucrările de construcție au fost stopate și circuitul a rămas neutilizat pentru câțiva ani pnă când nu a fost cumpărat și reconstruit de către Red Bull. Circuitul redenumit în Red Bull Ring a fost redeschis pe 15 mai 2011 și, ulterior a găzduit o etapă din sezonul 2011 Deutsche Tourenwagen Masters și o etapă din Formula 2 2011. Formula 1 s-a reîntors pe circuit începând cu sezonul 2014.